# Staš Skube
Staš Skube (* 15. November 1989 in Novo mesto, SFR Jugoslawien) ist ein slowenischer Handballspieler. Skube wird wie sein älterer Bruder Sebastian zumeist auf Rückraum Mitte eingesetzt.

## Vereinskarriere
Der 1,76 m große und 79 kg schwere Rechtshänder begann mit dem Handballspiel im Jahr 2000 beim slowenischen Verein RK Trimo Trebnje. Dort stand er ab 2006 im Kader der ersten Mannschaft. Ab 2013 lief er für RK Gorenje Velenje auf. In der EHF Champions League 2013/14 gehörte er mit 72 Treffern zu den besten Torschützen des Wettbewerbs. Im Sommer 2016 schloss er sich dem ungarischen Erstligisten Pick Szeged an. Mit Szeged gewann er 2018 die ungarische Meisterschaft. Anschließend wechselte er zum nordmazedonischen Verein RK Vardar Skopje. Mit Vardar gewann er 2019 die nordmazedonische Meisterschaft, die SEHA-Liga sowie die EHF Champions League. Ab der Saison 2020/21 stand er beim belarussischen Erstligisten Brest GK Meschkow unter Vertrag. Mit Brest GK Meschkow gewann er 2021 das nationale Double sowie 2022 erneut die Meisterschaft. Im Sommer 2022 wechselte er zum französischen Erstligisten Montpellier HB. Mit Montpellier gewann er 2025 die Coupe de France. Seit der Saison 2025/26 steht er beim slowenischen Erstligisten RD Slovan Ljubljana unter Vertrag.

## Auswahlmannschaften
Staš Skube gewann mit der slowenischen Junioren-Auswahl Bronze bei der U-21-Weltmeisterschaft 2009. 
Er stand auch im Aufgebot der slowenischen Nationalmannschaft. Bisher bestritt er 33 Länderspiele, in denen er 61 Tore erzielte. Bei der Weltmeisterschaft 2021 belegte er mit Slowenien den 9. Platz.